# 훼두목
훼두목(喙頭目, Rhynchocephalia) 또는 옛도마뱀목(Sphenodontia)은 인룡의 일종이다. 과거에는 광범위한 과와 속, 종들이 딸려 있었으나, 그 중 현대에 생존하고 있는 것은 투아타라(Sphenodon punctatus)를 포함하여 2종뿐이다.

## 하위 분류
- † 게피로사우루스속 (Gephyrosaurus)
- 옛도마뱀목 (Sphenodontia) Williston, 1925
  - † Clevosaurus
  - † Brachyrhinodon
  - † Diphydontosaurus
  - † Homoeosaurus
  - † Kallimodon
  - † Planocephalosaurus
  - † Sapheosaurus
  - † Opisthodontia
  - † 플레우로사우루스과 (Pleurosauridae)
  - 옛도마뱀과 (Sphenodontidae)